# Джем, Иван Павлович
Иван Павлович Джем — советский хозяйственный, государственный и политический деятель, Герой Социалистического Труда.

## Биография
Родился в 1921 году в деревне Суховерхово Стародубского уезда. Член КПСС.
Участник Великой Отечественной войны, авиационный механик 3-й авиаэскадрильи 182-го истребительного авиаполка. С 1920 года — на хозяйственной, общественной и политической работе. В 1946—1982 гг. — комсомольский, советский и хозяйственный работник в Стародубовском районе, директор племсовхоза «Красный Октябрь» Стародубского района Брянской области.
Указом Президиума Верховного Совета СССР от 8 апреля 1971 года присвоено звание Героя Социалистического Труда с вручением ордена Ленина и золотой медали «Серп и Молот».
Делегат XXIV съезда КПСС.
Умер в Брянске в 2003 году.